# Mikael Fjelldal
Mikael Ulrik Fjelldal, född 28 september 1968 i Mölndal, är en svensk skådespelare, sångare och speaker.
Han är verksam som frilans och har bland annat arbetat på Göteborgs stadsteater, Nationalteatern, Gunnebo Slott & Trädgårdar, Allikateatern, Göteborgs Dramatiska Teater och Nyköping stads teater.
I TV-sammanhang debuterade han år 2000 i TV-serien Sjätte dagen och har även medverkat i julkalendern En decemberdröm (2005) och i rollen som Atlas i tv-serien Ängelby (2015). På film har han medverkat i Johan Falk-filmen Den tredje vågen (2003) och novellfilmen Weekend (2006).

## Filmografi
- 2000 – Sjätte dagen (TV-serie)
- 2003 – Den tredje vågen
- 2005 – En decemberdröm (TV-serie)
- 2006 – Weekend
- 2014 – Kampen for tilværelsen (TV-serie)
- 2015 – Ängelby (TV-serie)